# Leuconidae
De Leuconidae zijn een familie van zeekomma's (Cumacea). De wetenschappelijke naam voor de familie werd in 1878 voorgesteld door Georg Ossian Sars.

## Anatomie
Leuconidae bezitten geen vrij telson. De endopodiet (binnenste tak) van de uropode bestaat uit twee (zelden één) segmentjes.
Bij mannetjes reikt de flagel van de tweede antenne al dan niet tot voorbij de achterste rand van de carapax. Ze dragen ook pleopoden.
Bij vrouwtjes is de tweede antenne sterk gereduceerd en bevindt er zich een exopodiet (buitenste tak) op de derde maxillipede en soms ook op de derde pereopode.

## Systematiek
De familie telt 184 soorten in 18 geslachten:
- Alloeoleucon Watling and McCann, 1997
- Americuma Watling, 1991
- Austroleucon Watling, 1991
- Bytholeucon Jones, 1991
- Coricuma Watling & Breedy, 1989
- Epileucon Jones, 1969
- Eudorella Norman, 1867
- Eudorellopsis G.O. Sars, 1882
- Eudrella  Norman, 1867
- Hemileucon Calman, 1907
- Heteroleucon Calman, 1907
- Kontiloleucon  Gerken, 2016
- Leucon Krøyer, 1846
- Nippoleucon Watling, 1991
- Ommatoleucon Watling, 1991
- Paraleucon Calman, 1907
- Phalloleucon Mühlenhardt-Siegel, 2008
- Pseudoleucon Zimmer, 1903